# Center for Humane Technology
Center for Humane Technology — некоммерческая организация, посвящённая переосмыслению цифровой инфраструктуры. Цель организации состоит в том, чтобы обеспечить всесторонний переход к технологиям, которые поддерживают человеческое благополучие, демократию и общую информационную среду. Основанная в 2013 году, организация получила большую известность после участия в документальном фильме Netflix «Социальная дилемма», в котором рассматривалось, как компании социальных сетей наживаются на политической поляризации и распространении теорий заговора, нанося при этом психологический и эмоциональный вред пользователям.

## История
Бывший сотрудник Google Тристан Харрис основал проект, чтобы повысить осведомленность о технологиях, делающих потребителей зависимыми от них. Джеймс Уильямс — сооснователь организации. Тристан Харрис, Джеймс Уильямс, Аза Раскин и Рандима (Рэнди) Фернандо основали организацию, чтобы повысить осведомленность пользователей и рассказать об аспектах технологий, которые часто игнорируются, таких как отвлечение внимания пользователя и их влияние на пользователя. Начав распространять свои идеи об этике дизайна через сообщество Google, Харрис получил должность «философа продукта», где он исследовал, как компания может внедрить этический дизайн. Харрис покинул свою должность в Google в декабре 2015 года, чтобы сосредоточиться на организации.

## Деятельность
Организация призывает дизайнеров и компании уважать время пользователей и создавать продукты, конечной целью которых является нечто иное, чем максимизация времени использования продуктов для продажи рекламы. Существует множество способов, с помощью которых технологические компании пытаются максимизировать время использования своих продуктов: использование системы вознаграждения, вызывая у людей страх пропустить что-то важное, усиливая желание социального одобрения, усиливая потребность в ответных реакциях других людей и прерывая повседневную деятельность человека, чтобы показать ему уведомление. По словам Харриса, технологии похожи на игровые автоматы, потому что в них так же используется система вознаграждения для усиления зависимости. Харрис считает что, компании обязаны уменьшить этот эффект путём отказа от использования системы периодически меняющегося вознаграждения.
Организация выпускает подкаст Your Undivided Attention, посвящённый тематике организации.